# Universidad del Sur
La Universidad del Sur (UNISUR) es una universidad privada mexicana. Fue fundada en 1967 en la ciudad de Tuxtla Gutiérrez, Chiapas originalmente bajo el nombre de Instituto Tuxtla. Cuenta con campus en la ciudad de Mérida, en el estado de Yucatán y en las ciudades de Playa del Carmen y Cancún en el estado de Quintana Roo. Imparte educación superior en las áreas de Educación, Artes y Humanidades, Ciencias Naturales, Exactas y de Computación, Ingeniería, Manufactura y Construcción, Ciencias de la Salud y Ciencias Económicas y Sociales.

## Historia
La Universidad del Sur fue fundada en el año de 1967 en la ciudad de Tuxtla Gutiérrez, Chiapas originalmente bajo el nombre de Instituto Tuxtla ofertando los niveles de Educación Básica, Educación Media Superior y Normal. En 1997 pasó a denominarse Universidad del Sur y en 2005 amplió su oferta educativa con programas de estudio de nivel posgrado.
En 2008 se comenzó el proyecto de Unisur ONLINE, con el surgimiento del Centro de Apoyo Tecnológico e Investigación (CATI) que dio paso a la dirección de educación a distancia en 2011 y su posterior transformación a la oferta educativa totalmente en línea en 2018, con una plataforma de formación académica creada para brindar nuevas oportunidades de estudio para los estudiantes.
En el año 2006 se fundó el campus Cancún, en 2011 el campus Mérida, en 2021 el campus Terán de Tuxtla Gutiérrez, en 2013 el campus Playa del Carmen y en 2016 el campus Santa Lucía de Mérida, convirtiéndose en una universidad interestatal con gran presencia en el sur del país.

## Oferta educativa

### Licenciaturas
Educación, Artes y Humanidades
- Licenciatura en Ciencias de la Comunicación
- Licenciatura en Pedagogía
- Licenciatura en Diseño Gráfico
- Licenciatura en Lengua Inglesa
- Licenciatura en Cosmetología y Estética

Ciencias Naturales, Exactas Y De Computación
- Licenciatura en Ingeniería en Sistemas Computacionales
- Licenciatura en Ingeniería de Datos e Inteligencia Artificial

Ingeniería, Manufactura y Construcción
- Licenciatura en Arquitectura

Ciencias de la Salud
- Licenciatura en Nutrición y Ciencias de los Alimentos
- Licenciatura en Educación Física y Deportiva

Ciencias Económicas, y Sociales
- Licenciatura en Gastronomía Internacional
- Licenciatura en Trabajo Social
- Licenciatura en Relaciones Internacionales
- Licenciatura en Psicología Organizacional
- Licenciatura en Derecho
- Licenciatura en Contaduría Pública
- Licenciatura en Comercio Exterior y Aduanas
- Licenciatura en Administración de Empresas

### Maestrías
Educación, Artes y Humanidades
- Maestría en Educación Básica con Enfoque en Estrategias Didácticas
- Maestría en Pedagogía
- Maestría en Diseño Gráfico Interactivo

Ingeniería, Manufactura y Construcción
- Maestría en Telecomunicaciones

Ciencias de la Salud
- Maestría en Medicina Holística
- Maestría en Ciencias de la Salud
- Maestría en Geriatría

Ciencias Económicas, y Sociales
- Maestría en Psicología Organizacional
- Maestría en Derecho Constitucional y Ámparo
- Maestría en Derecho Fiscal
- Maestría en Derecho Penal Acusatorio
- Maestría en Derecho Procesal Civil
- Maestría en Dirección de Gobierno y Políticas Públicas
- Maestría en Administración
- Maestría en Derecho de Empresa
- Maestría en Mercadotecnia
- Maestría en Ciencias Penales
- Maestría en Comercio Electrónico
- Maestría en Trabajo Social

### Doctorados
Educación, Artes y Humanidades
- Doctorado en Educación Básica con Enfoque en Estrategias Didácticas
- Doctorado en Educación

Ciencias Naturales, Exactas Y De Computación
- Doctorado en Sistemas Computacionales

Ciencias Económicas, y Sociales
- Doctorado en Derechos Humanos
- Doctorado en Administración
- Doctorado en Derecho Penal
- Doctorado en Derecho Público